# Yuen Biao
Yuen Biao (chinesisch 元彪, Pinyin Yuán Biāo, W.-G. Yüan Piao, Jyutping Jyun4 Biu1; * als Ha Ling-chun 夏令震,  Xià Lìngzhèn,  Hsia Ling-Chen, Jyutping Haa6 Ling6zan3, 26. Juli 1957 in Hongkong) ist ein chinesischer Schauspieler und Stuntman des Martial-Arts-Films aus Hongkong.

## Biografie
Im Alter von fünf Jahren begann seine Ausbildung an der China Drama Academy, einer Peking-Oper-Schule (eine Art Internat, das sich auf Kampfsport, Gesang und Schauspiel spezialisiert hat) unter Leitung des strengen Meisters Yu Jim-yuen, der den Kindern dort u. a. Disziplin, aber auch das Kämpfen (u. a. das chinesische Wing-Chun-Kung-Fu) und Schauspielern beibrachte. An dieser Schule lernte er auch seine Schulkameraden und späteren Freunde Sammo Hung und Jackie Chan kennen.
Im Jahr 1973, im Alter von 16 Jahren, wurde Yuen Biao zum ersten Mal als Stuntdouble für Bruce Lee eingesetzt. Er ersetzte die Kampfsportlegende im Film Game of Death bei den akrobatischen Einlagen, die für das hauptsächliche Double, den Taekwondoin Kim Tai-chung, nicht durchführbar waren. Ende der 70er und Anfang der 80er Jahre spielte Biao dann in einigen Filmen von Sammo Hung und Jackie Chan mit, was ihm internationalen Ruhm einbrachte.
Seitdem hat er immer wieder selbst in Filmen mitgespielt, übernahm aber auch andere Aufgaben, so beispielsweise im Jahr 2000 in dem Jackie-Chan-Film Shang-High Noon die Choreographie der Kampfszenen. Auch als Produzent und Regisseur war er schon tätig.
Seit 2005 ist er zudem in einer Fernsehserie mit dem Namen Real Kung Fu zu sehen, in der er regelmäßig seine Kampfkünste demonstrieren kann.

## Filmografie (Auswahl)
Als Schauspieler
- 1971: Master with the Cracked Fingers
- 1973: Enter the Dragon (Der Mann mit der Todeskralle)
- 1973: Freedom strikes a Blow
- 1973: Karado: The Kung Fu Clash
- 1974: From China with Death
- 1974: Kung Fu Massacre
- 1975: The Boatman Fighters
- 1976: Killer Clans
- 1976: The Hand of Death
- 1976: The Magic Blade
- 1976: Shaolin Wooden Men
- 1977: Heroes of the Wild
- 1978: Dirty Tiger and Crazy Frog
- 1978: Game of Death
- 1978: Enter the Fat Dragon (Der kleine Dicke mit dem Superschlag)
- 1979: Knockabout
- 1979: Magnificent Butcher
- 1979: The Young Master (Meister aller Klassen)
- 1980: Encounters of the Spooky Kind
- 1981: Game of Death 2
- 1981: The Prodigal Son (Die Todesfaust des kleinen Drachen)
- 1983: Project A (Der Superfighter)
- 1983: The Champions
- 1983: Winners and Sinners
- 1983: Zu Warriors from the Magic Mountain
- 1984: Wheels on Meals (Powerman 1)
- 1984:  Pom Pom
- 1985: Twinkle, Twinkle Lucky Stars (Powerman 2)
- 1985: Tokyo Powerman
- 1986: Shanghai Police – Die wüsteste Truppe der Welt
- 1986: Above the Law
- 1986: Mr.Vampire 2
- 1987: Dragons Forever (Action Hunter)
- 1987: Eastern Condors (Operation Eastern Condors)
- 1988: On the Run (HongKong Connection)
- 1988: Peacock King
- 1989: The Iceman Cometh
- 1991: Once Upon a Time in China
- 1991: Circus Kids
- 1992: A Kid from Tibet
- 1992: Shogun and Little Kitchen
- 1993: Deadful Melody
- 1994: Circus Kids
- 1995: Don´t Give a Damn
- 1996: Dragon from Shaolin
- 1997: Hero (Shanghai Hero)
- 1998: Righeous Gards (Fernsehserie)
- 1999: A Man Called Hero
- 1999: Chinese Hero
- 1999: Millennium Dragon
- 2001: God of Fist Style
- 2002: No Problem 2
- 2004: Boxers Story
- 2004: Enter the Phoenix
- 2004: Hero Youngster
- 2005: Real Kung Fu (Fernsehserie)
- 2006: Rob-B-Hood
- 2010: Ip Man Zero
- 2010: Just Another Pandoras Box
- 2011: My Kingdom
- 2012: Tai Chi Hero
- 2014: Sifu vs Vampire
- 2016: The Bodyguard

### Filmografie (Regisseur)
- 1988: Peacock King
- 1992: A Kid from Tibet

Quelle: Hong Kong Movie Database

## Auszeichnungen (Auswahl)
Hong Kong Film Awards
- Beste Actionchoreographie
  - 1983: Gewinner – Sammo Hung, Lam Ching-ying, Yuen Biao, Billy Chan Wui-Ngai für The Prodigal Son
  - 1984: Gewinner – Yuen Biao, Lam Ching-ying, Billy Chan Wui-Ngai für Winners and Sinners
  - 1984: Nominiert – Sammo Hung, Lam Ching-ying, Yuen Biao, Billy Chan Wui-Ngai für The Dead and the Deadly
  - 1986: Nominiert – Yuen Biao, Lam Ching-ying für My Lucky Stars
  - 1987: Nominiert – Corey Yuen, Yuen Biao, Mang Hoi, Tsui Ha für Righting Wrongs

- Bester Film
  - 1983: Nominiert – The Prodigal Son
  - 1992: Nominiert – Once Upon a Time in China